# 溫達赫道恩科格爾山

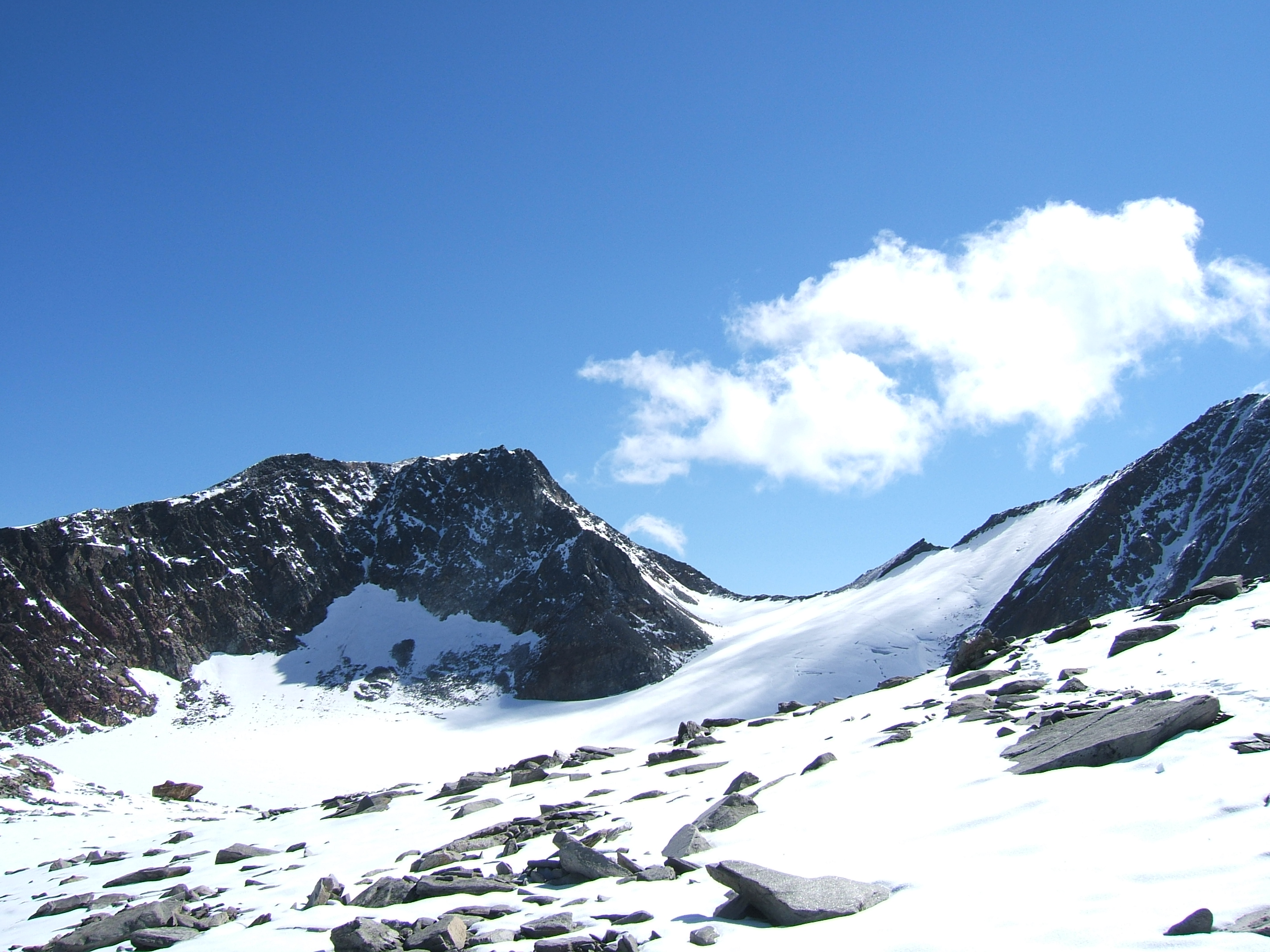

46°59′14″N 11°4′52″E / 46.98722°N 11.08111°E
溫達赫道恩科格爾山（德語：Windacher Daunkogel），是奧地利的山峰，位於該國西部，由蒂羅爾州負責管轄，屬於斯圖拜阿爾卑斯山脈的一部分，距離維爾德萊克山2.2公里，海拔高度3,348米，每年平均降雨量1,426毫米。